# Flugplatz Limburg

i7
i11
i13
Der Limburg Regional Airport (ICAO-Code: EBST) ist ein regionaler Flugplatz südlich der Stadt Sint-Truiden in der belgischen Provinz Limburg. Er liegt 20 Kilometer südwestlich von Hasselt.

## Geschichte

### Militärflugplatz Sint-Truiden
Der heutige Regionalflugplatz entstand vor dem Zweiten Weltkrieg als Militärflugplatz der Aviation Militaire Belge, der im Verlauf des Westfeldzuges im Mai 1940 durch die deutsche Wehrmacht besetzt wurde.
Im weiteren Verlauf des Krieges wurde Sint-Truiden ein wichtiger Fliegerhorst der Luftwaffe. Bereits nach wenigen Tagen wurde „St. Trond“, so der Name der Luftwaffe, Basis von Teilen verschiedener Geschwader. Hierzu zählten das Sturzkampfgeschwader 77 (SKG 77) mit Ju 87B, das Zerstörergeschwader 26 (ZG 26) mit Bf 110 sowie die mit Bf 109E ausgerüsteten Jagdgeschwader 3 (JG 3) und 27 (JG 27). Nach Ende des Feldzuges wurde „St. Trond“ während der Luftschlacht um England ein Bomberstützpunkt, zwischen Juni 1940 und März 1941 lagen hier Do 17Z der III. Gruppe des Kampfgeschwader 3 (III./KG 3).
Bereits im Mai des gleichen Jahres sah sich die Luftwaffenführung veranlasst, zur Abwehr nächtlicher Bombenangriffe der Royal Air Force (RAF), die II. Gruppe des Nachtjagdgeschwaders 1 (II/NJG 1) in Sint-Truiden zu stationieren. Die Bf 110 lagen hier, abgesehen von einer zweimonatigen Unterbrechung im Frühjahr 1944, bis zum September 1944. In dieser Zeit erwarb sich Heinz-Wolfgang Schnaufer als Staffelkapitän in den Reihen des RAF Bomber Command den Ruf des „Ghost of St. Trond“. Im Frühjahr lag hier zusätzlich Ju 88 der II. Gruppe des Kampfgeschwader 30 (II./KG 30) zur Teilnahme am Unternehmen Steinbock. Hinzu kamen ab März 1944 die Bf 110 der IV. Gruppe des NJG 1, die im Sommer 1944 mit der Umrüstung auf die He 219 begann. Nach der erfolgreichen alliierten Invasion in der Normandie nutzten im Spätsommer 1944 noch FW190A des Jagdgeschwader 2 (JG 2) einige Wochen den Flugplatz, der inzwischen regelmäßig von B-26 der USAAF angegriffen wurde.
Die Westalliierten eroberten Advanced Landing Ground ALG A-92 (ursprünglich Advanced Landing Ground ALG B-62), so ihr Codename für den Flugplatz, im September 1944 zurück. Nach kurzer notdürftiger Reparatur wurde die Basis noch bis Juli 1945 durch zwei Jagd- und eine Bombergruppen der 9th Air Force weitergenutzt. Nach Kriegsende diente sie einige Monate zu Versorgungsflügen der Bevölkerung und wurde im September 1945 an die belgischen Luftstreitkräfte übergeben.
Die Militärfliegerei wurde 1946 erneut aufgenommen, die Reparatur der Kriegsschäden und der Bau der neuen knapp drei Kilometer langen Start- und Landebahn 06/24 (heute verkürzt) nahm jedoch noch längere Zeit in Anspruch.
Ab 1971 war die „Vliegbasis Sint-Truiden“ ein Trainingsplatz; an Schulflugzeugen lagen hier zunächst zwei Magister- und eine T-33-Staffel. Erstere wurden ab 1980 komplett und letztere teilweise durch zwei Staffeln Alpha Jet ersetzt, neben denen noch eine Staffel Magister weiterbestand. Der militärische Flugbetrieb wurde 1996 eingestellt, die Schulungsaufgabe übernahm der Flugplatz Beauvechain.

### Regionalflugplatz Limburg
Nach einem längeren „Dornröschenschlaf“ entschlossen sich private Investoren, den früheren Militärflugplatz zu einem Regionalflugplatz für die Provinz Limburg zu entwickeln, inklusive eines neuen Towers und Airport-Hotels sowie weiterer Einrichtungen.